# Aletta Ocean
Aletta Ocean (Budapest, 14 dicembre 1987) è un'attrice pornografica ungherese.

## Biografia
Ha studiato economia a Budapest e a 19 anni ha iniziato a fare la modella, vincendo nel 2006 il titolo di Miss Turismo Ungheria, un concorso di bellezza, e partecipando a Miss Ungheria. Incoraggiata dal suo ragazzo, ha esordito nel cinema per adulti nel 2007. Inizialmente si è limitata nelle apparizioni per proseguire gli studi, ma successivamente ha deciso di concentrarsi sulla sua carriera di attrice hard.
Nel 2010 ha vinto gli AVN Award for Female Foreign Performer of the Year e Best Sex Scene in a Foreign-Shot Production  e best feet per il film Dollz House. Una scena di un suo film è apparsa nel telefilm Being Erica.
È apparsa anche nell'edizione ungherese di Playboy. Il suo seno fuori dall'ordinario è il risultato di 3 interventi di chirurgia plastica, l'ultimo dei quali, nel gennaio 2010, l'ha dotata di una coppa DD. Ha inoltre modificato chirurgicamente anche il naso, le labbra ed il sedere. Ha, inoltre, tatuato una tigre sulla spalla sinistra e la scritta "Savage" sul polso destro.
Al 2022 ha girato oltre 600 scene con le maggiori case di produzione quali Brazzers, BangBros e Private

## Riconoscimenti
- AVN Awards
  - 2010 – Female Foreign Performer of the Year[7]
  - 2010 – Best Foreign-Shot Group Sex Scene per Dollz House con Olivier Sanchez e George Uhl[8]

## Filmografia
- Angel Perverse 8 (2007)
- Erocity 4 (2007)
- French Kiss (2007)
- Luxurious 4 (2007)
- Private Sex Auditions 4 (2007)
- Private Xtreme 38: Teens (2007)
- Touch Me 1 (2007)
- Cum For Cover 2 (2008)
- Donne d'Onore (2008)
- Fuck V.I.P. Toxic Angels (2008)
- Hungarian Angels  (2008)
- Intimate Contact 2 (2008)
- Kiss Me First 2 (2008)
- Leg Action 10 (2008)
- Lesbian Lip Service 1 (2008)
- Lesbian Lip Service 2 (2008)
- Mad Sex Party: Back Alley Bangers (2008)
- My Evil Sluts 2 (2008)
- Nice Ass 1 (2008)
- Only Girls Allowed 5 (2008)
- Private Gold 101: Dirty Santa (2008)
- Private Gold 97: Party Babes (2008)
- Private Gold 99: Barcelona Sex Secrets (2008)
- Private Specials 12: 6 Nurses Take it Up the Ass (2008)
- Private Xtreme 39: Ibiza Sex Party 4 (2008)
- Private Xtreme 42: Cherry Jul's Extreme Gang Bang Party (2008)
- Private XXX 39: Sex Bites (2008)
- Russian Institute: Lesson 10 (2008)
- Russian Institute: Lesson 11: Pony Club (2008)
- Sex Carnage 2 (2008)
- Sex Carnage 4 (2008)
- SEXth Element (2008)
- Sisters of Sappho 3 (2008)
- Slutty and Sluttier 7 (2008)
- Teen X Two 3 (2008)
- Tender Touch 1 (2008)
- All Internal 10 (2009)
- Anal Cavity Search 7 (2009)
- Angel Perverse 11 (2009)
- Baby Got Boobs 2 (2009)
- Billionaire 2 (2009)
- Blow Me Sandwich 14 (2009)
- Bobbi Violates Europe (2009)
- Career Whores (2009)
- Cheating Sports Celebrity Wives (2009)
- Club Girls Hardcore 2 (2009)
- Dirty Job (2009)
- Doll House 6 (2009)
- Dollz House (2009)
- Dress Me Up 2 (2009)
- Exploring Fantasies (2009)
- Feed The Models 1 (2009)
- Feeling (2009)
- Foot Fever 2 (2009)
- Fuck Dolls 12 (2009)
- Fuck Team 5 5 (2009)
- Fuck V.I.P. Orgasm (2009)
- Gangbang Junkies 2 (2009)
- I Kissed a Girl and I Licked It (2009)
- I Was Tight Yesterday 9 (2009)
- Impure Thoughts (2009)
- In the Butt 3 (2009)
- King Dong 1 (2009)
- La Femme Lovers 1 (2009)
- Me + Two (2009)
- Miss Uniform 2 (2009)
- Monsters of Cock 19 (2009)
- Monsters of Cock 21 (2009)
- My Fantasy Girls POV 3 (2009)
- Nasty Babes 2 (2009)
- Nutbusters (2009)
- Oil and Ass 1 (2009)
- Pornochic 17: Tarra (2009)
- Pornochic 18: Aletta (2009)
- Private Specials 27: Fuck My Big Boobs (2009)
- Private Specials 29: 6 Sluts in Uniform Take It Up the Ass (2009)
- Pussy Cats 4 (2009)
- Real Wife Stories 5 (2009)
- Registered Nurse 2 (2009)
- Rico The Destroyer 1 (2009)
- Rocco: Animal Trainer 29 (2009)
- Rocco: Puppet Master 7 (2009)
- Sadie and Friends 4 (2009)
- Screw Me (2009)
- Sex Angels (2009)
- Slam It in a Filthy Fucker (2009)
- Sperm Swap 6 (2009)
- Splashes On Glasses 2 (2009)
- Story Of Laly (2009)
- Super Glam 1 (2009)
- Taste My Lips (2009)
- There's a Great Big Penis In My Butt (2009)
- This Butt's 4 U 5: Crack Addictz (2009)
- Trust Justice 5 (2009)
- Unfaithful 4 (2009)
- Welcome to Footville 1 (2009)
- When She Cums (2009)
- You, Me and Her (2009)
- Anal Prostitutes On Video 8 (2010)
- Angels of Darkness (2010)
- Anna Lovato: Yes Miss (2010)
- Aphrodiziac (2010)
- Backdoor Entry 1 (2010)
- Backdoor Lovers 2 (2010)
- Basic Sex Instinct (2010)
- Big Butts Like It Big 7 (2010)
- Big Rack Attack 1 (2010)
- Big Tits At Work 10 (2010)
- Connection (2010)
- Dawn Rising (2010)
- Desires (2010)
- Double Patrol 2 (2010)
- Double The Pleasure (2010)
- Flowers of Passion 2 (2010)
- Gangbang Auditions 24 (2010)
- Gapeman 4 (2010)
- Geisha (2010)
- Girl Next Door (2010)
- Girl's Wish (2010)
- Humper To Bumpher 1 (2010)
- Innocent Until Proven Filthy 7 (2010)
- Laly's Angels (2010)
- Members Only 2 (2010)
- My Evil Sluts 5 (2010)
- My Wife's Hot Friend 5 (2010)
- Octopussy: A XXX Parody (2010)
- Pink (2010)
- Porn Fidelity 21 (2010)
- Pound The Round POV 3 (2010)
- Private Gold 110: Miss Private - Battle Of The Big Boobs (2010)
- Private Lessons (2010)
- Private Specials 40: How I Seduce and Fuck Girls (2010)
- Private Specials 42: Aletta's Amazing Big Boobs (2010)
- Secretaries 3 (2010)
- Sensual Seductions 4 (2010)
- Sex Barcelona Style (2010)
- She's Asstastic (2010)
- Shot Glasses 4 (2010)
- Sorry Daddy, Whitezilla Broke My Little Pussy 4 (2010)
- Step By Step 3 (2010)
- Swallow This 14 (2010)
- Sweet Seductions 3 (2010)
- Team Anal 2 (2010)
- Threesomes (2010)
- Touch Me 3 (2010)
- Woodman Casting X 76 (2010)
- Asshole Physics (2011)
- Ass-ploration (2011)
- Barely Legal Corrupted 11 (2011)
- Barely Legal Jungle Fever 3 (2011)
- Best of Porn Superstar POV (2011)
- Big Tit Whorror Flick (2011)
- Big Wet Butts 4 (2011)
- Butt Hurt (2011)
- Butt Sex (2011)
- Cover Girls (2011)
- Cruel Media Conquers Hungary (2011)
- Deep Throat This 49 (2011)
- Doctor Adventures.com 9 (2011)
- Double Penned (2011)
- Double Your Pleasure (2011)
- Hold Me Close (2011)
- I Eat Pussy (2011)
- In Both Holes (2011)
- Lick Land 4 (2011)
- Make My Ass Cum (2011)
- My Ex Girlfriend 1 (2011)
- NFC: Nude Fight Club 5 (2011)
- Nights At The Museum (2011)
- North Pole 86 (2011)
- Orgy: The XXX Championship (2011)
- Panty Pops 4 (2011)
- Passport (2011)
- Perfect Angels (2011)
- Peter North's POV 32 (2011)
- Pornochic 22: Femmes Fatales (2011)
- Private Gold 115: La Femme Fucktale (2011)
- Private Gold 122: Assbreak Hotel 1 (2011)
- Smuggling Sexpedition (2011)
- Sound Of Love (2011)
- Totally Assfucked (2011)
- Touched by an Angel (II) (2011)
- Anal Fanatic 4 (2012)
- Beautiful Lesbians (2012)
- Big Wet Butts 7 (2012)
- Brazzers Worldwide: Budapest 2 (2012)
- Craving Black Meat (2012)
- Doctor Do Me 6 (2012)
- Double Duty (2012)
- Fucking On The Job (2012)
- Going Through the Backdoor (2012)
- Lot of Pussy (2012)
- Naughty Noobies 4 (2012)
- Osterglocken (2012)
- Pink on Pink 5 (2012)
- Private Gold 124: Double Penetration Celebration (2012)
- Sex Fashion (2012)
- 2 Guys And A Girl 4 (2013)
- Anal Sex Secrets (2013)
- Bang Bang (2013)
- Banged and Wanked 1 (2013)
- Bitches in Uniform 2 (2013)
- Blasted 2 (2013)
- Boobday 2 (2013)
- Breaking Asses 1 (2013)
- Coed Tag Team (2013)
- Dirty Masseur 4 (2013)
- Doctor Adventures.com 16 (2013)
- Double Impact (2013)
- Erocity 9 (2013)
- Gang Affiliated 2 (2013)
- Give The Maid The Tip (2013)
- Hardcore Vibes 6 (2013)
- Lipstick Romance 1 (2013)
- Manhandled 2 (2013)
- Meat Lovers 5 (2013)
- No Men Allowed (2013)
- Pink on Pink 7 (2013)
- Private Specials 70: Fuck My Feet (2013)
- Sapphic Sensation 1 (2013)
- Sexual Desires Of Aletta Ocean (2013)
- Strip Science (2013)
- Sweat and Lust (2013)
- Twins Of Stars (2013)
- 2 Cocks For Her (2014)
- Aletta Ocean Anal Fucked In A Cave (2014)
- Aletta ocean Anal Thumping (2014)
- Aletta Ocean Best Handjob Ever (2014)
- Aletta Ocean Loves To Get Fucked In Her Tight Wet Pussy (2014)
- Aletta Ocean Sucks Some Good Dick (2014)
- Aletta Ocean's Anal Negotiations (2014)
- Amazing Tits 3 (2014)
- Bang Bus 49 (2014)
- Best Bodies In XXX 2 (2014)
- Big Titty Beauty (2014)
- Career Sluts (2014)
- Flaming Asses (2014)
- Girls of Bang Bros 34: Aletta Ocean (2014)
- Home Made Sex 10 (2014)
- Hot Fucking In Public (2014)
- Jingle My Balls (2014)
- Lisa Ann and Friends Love Dark Meat (2014)
- Love at First Fuck (2014)
- Peter North's in Deep (2014)
- Private Gold 183: Deception (2014)
- Pussy on Pussy (2014)
- Robocock: The Fucking Machine (2014)
- Simply Hot 3 (2014)
- Spy Hard 3: Hit Girl (2014)
- Tantalizing Teens (2014)
- Tug Jobs 35 (2014)
- Worldwide Sluts (2014)
- 180 Degrees of Double D (2015)
- Big Tits in Uniform 14 (2015)
- Big Tits of MILF 1 (2015)
- Big Tits of MILF 3 (2015)
- Blowjob Fridays 19 (2015)
- Fucking European Ass (2015)
- Heavenly Bodies (2015)
- Keiran Lee's 1000th: This Is Your ZZ Life (2015)
- Naughty Bookworms (2015)
- Threeways: the Strap-on Sessions (2015)
- Tour Of London 2 (2015)
- Big Black Sausage 2 (2016)
- Blacks on Blondes: Aletta Ocean (2016)
- Cuckold Sessions: Aletta Ocean (2016)
- Dogfart Invades Europe (2016)
- Dogfart Invades Europe 2 (2016)
- Dripping Wet Cunny - A Submissive Milf's Fetish Fantasies (2016)
- Eat Me (2016)
- Lost in Brazzers (2016)
- Lost In Brazzers 3 (2016)
- Oversnatch: A XXX Parody (2016)
- Overworked Titties (2016)
- Peeping The Pornstar (2016)
- Pleasure Provider (2016)
- Public Bang 2 (2016)
- Public Bang 4 (2016)
- Sexo En Publico 1 (2016)
- Sexo en Publico 2 (2016)
- Storm of Kings (2016)
- Storm Of Kings XXX Parody 3 (2016)
- Supreme Smut 1 (2016)
- Aletta Ocean Fucks A French Fan (2017)
- Aletta Ocean Fucks her Young Fan Nikki (2017)
- Brazzers Presents: The Parodies 7 (2017)
- Commanded Lust (2017)
- First Class Service (2017)
- Fly Girls: Final Payload (2017)
- Put Your Black Cock In My Ass 3 (2017)
- Show the Fan How to Creampie Me (2017)
- Unforeseen Fulfillment: Busty Coworker's Tits Fucked Hard (2017)
- In Her Butt (2018)